# كيماني فريند
كيماني فريند (بالإنجليزية: Kimani Ffriend)‏ مواليد 29 يوليو 1977 في كينغستون، هو لاعب كرة سلة جامايكي. بدأ مسيرته الاحترافية في سنة 2001. يلعب في الدوري الصربي لكرة السلة كلاعب وسط. يحمل الرقم 31. يبلغ طوله 6 قدم 11 بوصة (2.1 م).

## المسيرة الاحترافية
لعب مع تروتاموندوس دي كارابوبو في سنة 2002، ثم لعب مع نادي دينامو موسكو لكرة السلة في سنة 2002، ثم لعب مع بكين دوكز في الدوري الصيني في موسم 2002–2003، ثم لعب مع نادي إف إم بي لكرة السلة في موسم 2003–2004، ثم لعب مع بالاكانسترو فاريزي في الدوري الإيطالي في سنة 2005، ثم لعب مع بشكتاش لكرة السلة في الدوري التركي في موسم 2005–2006.

## روابط خارجية
- كيماني فريند على موقع الاتحاد الدولي لكرة السلة (الإنجليزية)
- كيماني فريند على موقع الدوري الأوروبي لكرة السلة (الإنجليزية)
- كيماني فريند على موقع الدوري الإسباني لكرة السلة (الإسبانية)
- كيماني فريند على موقع كرة السلة الأوروبية.كوم (الإنجليزية)
- كيماني فريند على موقع كلية كرة السلة في سبورتس رفرنس.كوم (الإنجليزية)
- كيماني فريند على موقع ريلجم (الإنجليزية)
- كيماني فريند على موقع بروبوليرز (الإنجليزية)
- كيماني فريند على موقع سبورتس رفرنس (الإنجليزية)
- كيماني فريند على موقع سبورتس رفرنس (الإنجليزية)